# Smiling Friends
Smiling Friends est une série télévisée d'animation pour adultes créée par Zach Hadel (en) et Michael Cusack (en)  pour la programmation nocturne Adult Swim de la chaîne Cartoon Network. 

## Synopsis
La série racontre les mésaventures surréalistes d’une petite organisation caritative et de ses quatre employés, dont la mission est de répandre le bonheur. La série utilise une grande variété de styles artistiques et de techniques d’animation incluant l'animation traditionnelle stylisée, l'animation par ordinateur, la rotoscopie, le stop motion, l'animation Flash et les prises de vues réelles.

## Historique
La série est créée par Zach Hadel et Michael Cusack  pour la programmation nocturne Adult Swim de la chaîne Cartoon Network.
L’épisode pilote a été diffusé le 1er avril 2020, sans annonce préalable, dans le cadre du poisson d’avril annuel d’Adult Swim, en parallèle de la première de l’autre série de Michael Cusack, YOLO (en). Le 19 mai 2021, Adult Swim commande une saison complète initialement prévue pour la fin de l’année 2021. La première saison est finalement été diffusée le 10 janvier 2022, Adult Swim diffuse tous les épisodes de la saison en une seule soirée malgré des plans initiaux de diffusion hebdomadaire.
Elle est renouvelée pour une deuxième saison le 9 février 2022. La première de cette saison a été diffusée le 1er avril 2024. Le 13 juin 2024, Adult Swim renouvelle la série pour une troisième saison. Un aperçu de cette troisième saison est présenté à Annecy le 11 juin 2025. Le même jour, il est annoncé que la série est renouvelée pour une quatrième et une cinquième saison.